# 樂都郡
樂都郡，中国後涼时设置的郡。

## 建置沿革
後涼呂光時，分西平郡置樂都郡，領樂都、安夷等縣，治所為樂都（今青海省海東市樂都區），屬涼州。
十六国时期，樂都郡相繼為后涼（？－398年）、南涼（398年－414年）、西秦（414年－429年）、北涼（429年－439年）所有。西秦永康七年（418年），分涼州置沙州，樂都郡改屬沙州。北涼承玄二年（429年），樂都郡復屬涼州。承和七年（439年），樂都郡被北魏佔領，郡廢。

## 太守
- 田瑤，后涼呂光龍飛三年（398年）以郡降南涼。[1]
- 沮渠安周，北涼沮渠牧犍承和七年（439年）棄郡逃。[2]